# Nidomyia
Nidomyia is een geslacht van insecten uit de familie van de afvalvliegen (Heleomyzidae), die tot de orde tweevleugeligen (Diptera) behoort.

## Soort
- N. cana Papp, 1998